# Ŗ
Cette page contient des caractères spéciaux ou non latins. S’ils s’affichent mal (▯, ?, etc.), consultez la page d’aide Unicode.
Ŗ (minuscule : ŗ), appelé R cédille, est un graphème utilisé dans la romanisation ALA-LC du romani de Bulgarie de l'alphabet cyrillique. Il s'agit de la lettre R diacritée d'une cédille.
Pour des raisons techniques historiques de codage informatique du R cédille, celui-ci est utilisé dans l'écriture du live pour représenter le R virgule souscrite ‹ r̦ › et sa cédille est représentée par un trait ressemblant à une virgule souscrite dans les fontes adaptées au live. Le même peut être dit sur codage de textes en letton dans une orthographe antérieure à 1946 (parfois cette orthographe est utilisée à ce jour, par exemple dans le journal Brīvā Latvija (en)).

## Utilisation

R cédille majuscule et minuscule : à gauche, la forme avec la cédille classique utilisée dans la romanisation ALA-LC ; et à droite la forme avec une cédille comme une virgule souscrite utilisée en live.

### Live
Les caractères Unicode du R cédille ‹ ŗ › sont utilisés en live pour représenter le R virgule souscrite ‹ r̦ › qui retranscrit la consonne occlusive palatale voisée /ɟ/. Sa cédille ressemble à une virgule souscrite.

### Romanisation ALA-LC
Le ‹ ŗ › est utilisé dans la translittération de l'alphabet cyrillique ALA-LC pour la lettre romani de Bulgarie Р̆ ‹ Р̆ ›.

### Occitan alpin
Utilisé en occitan alpin de la Haute-Vallée de Suse (Oulx, Exilles, etc.) pour adapter le R guttural [ʁ] dans la graphie de l'école du Pô qui ne le contenait pas.

## Représentations informatiques
Le R cédille peut être représenté avec les caractères Unicode suivants :
- précomposé (latin étendu A) :

| formes    | représentations | chaînes de caractères | points de code | descriptions                      |
| --------- | --------------- | --------------------- | -------------- | --------------------------------- |
| capitale  | Ŗ               | Ŗ                     | U+0156         | lettre majuscule latine r cédille |
| minuscule | ŗ               | ŗ                     | U+0157         | lettre minuscule latine r cédille |

- décomposé (latin de base, diacritiques) :

| formes    | représentations | chaînes de caractères | points de code | descriptions                                  |
| --------- | --------------- | --------------------- | -------------- | --------------------------------------------- |
| capitale  | Ŗ               | R◌̧                    | U+0052 U+0327  | lettre majuscule latine r diacritique cédille |
| minuscule | ŗ               | r◌̧                    | U+0072 U+0327  | lettre minuscule latine r diacritique cédille |